# Schefflera angulata
Schefflera angulata là một loài thực vật có hoa trong Họ Cuồng cuồng. Loài này được (Pav.) Harms miêu tả khoa học đầu tiên năm 1894.